# Top Model (chương trình truyền hình Scandinavia)
Top Model là một chương trình truyền hình thực tế của vùng Scandinavia, dựa trên chương trình America’s Next Top Model của Tyra Banks. Chương trình được phát sóng trên TV3 ở Đan Mạch, Na Uy và Thụy Điển bởi Viasat vào năm 2005 và 2006. Bản chuyển thể thứ hai của chương trình có các người mẫu ngoại cỡ được nhà mạng sản xuất vào năm 2016.

## Tóm tắt cuộc thi
Cuộc thi được chia thành ba cuộc thi riêng biệt: Đan Mạch, Na Uy và Thụy Điển. Mỗi cuộc thi bắt đầu với một nhóm 20 thí sinh bán kết của mỗi quốc gia đã được thu hẹp xuống còn 9 người trong số các vòng chung kết quốc gia trong tập đầu tiên và sẽ được đến địa điểm nước ngoài đã được chọn cho cuộc thi. Mỗi tập, một thí sinh sẽ bị loại, cho đến khi chỉ còn 3 thí sinh còn lại từ mỗi nước. Vào thời điểm đó, ba nước sẽ kết hợp thành một cuộc thi chung. Các thí sinh cuối cùng đứng từ mỗi quốc gia thi đấu trong đêm chung kết, và từ nhóm này một người chiến thắng sẽ được chọn.
Các host riêng cho từng quốc gia là: Anne Pedersen ở Đan Mạch, Kathrine Sørland ở Na Uy, và Mini Andén ở Thụy Điển. Andén rời chương trình sau hai mùa đầu và được thay thế bởi Malin Persson cho mùa thứ ba. Cuộc cạnh tranh sáp nhập được tổ chức bởi Georgianna Robertson trong mùa 1 và Cynthia Garrett theo mùa 2 và 3.
Chương trình kéo dài trong ba mùa, sau đó các quốc gia rời nhau và bắt đầu những sự chuyển thể cá nhân riêng của họ về Top Model. Năm 2016, mùa mới bao gồm các thí sinh từ cả ba quốc gia được phát sóng. Người chiến thắng trong mùa 1 là Kine Bakke, người đại diện cho Na Uy. Mùa 2 đã giành được bởi Frøydis Elvenes, cũng đại diện cho Na Uy. Mùa 3 đã giành được bởi Freja Kjellberg Borchies, đại diện cho Thụy Điển. Mùa 4 đã giành được bởi Ronja Manfredsson, cũng đại diện cho Thụy Điển.

## Các mùa
| Mùa | Phát sóng                                                   | Quán quân       | Á quân                           | Các thí sinh theo thứ tự bị loại | Tổng số thí sinh | Điểm đến quốc tế   |
| --- | ----------------------------------------------------------- | --------------- | -------------------------------- | --- | ---------------- | ------------------ |
| 1   | 15 tháng 2 năm 2005 16 tháng 2 năm 2005 17 tháng 2 năm 2005 | Kine Bakke      | Elina Herbeck Nanna Christensen  | Malene von der Maase & Anne Hauge & Paula Quiroga, Amirah Alsarrag & Amila Vuckic & Maria Öhrstrand (bỏ cuộc) & Heléne Melin, Sophie Schandorff & Warsan Adam & Maria Lager, Helga Rose & Anna Kolaczkowska & Kumba M'bye, Anne Pedersen & Tina Nordby & Louise Willenheimer, Stéphanie Rasmussen & Marna Haugen & Julia Krischel Thí sinh chung cuộc Stine Hansen, Madelene Lund & Kristin Trehjørningen, Maja Ekberg & Henriette Stenbeck & Cecilie Madsen          | 28               | New York Miami     |
| 2   | 5 tháng 9 năm 2005 6 tháng 9 năm 2005 14 tháng 9 năm 2005   | Frøydis Elvenes | Anna Nørgaard Arwen Bergström    | Mikaela Ibsen & Nazila Shirindel & Fahrie Berisha, Tanja Johnsen & Annette Kjær & Charlotte Treschow, Line Bang & Nora Møller & Anna Maria Moström †, Sofie Thrane & Elise Måge & Jazzmine Berger, Heidi Larsen & Sarah Mohamud & Maria Lindgren, Lise Andersen & Sandra Otteraaen & Emelie Törnqvist Thí sinh chung cuộc Louise Falkenblad & Karin Santini & Mikaela Källgren, Tine Holm Riis & Kristine Øverby & Janni Juntunen                                     | 27               | Paris Saint-Tropez |
| 3   | 14 tháng 2 năm 2006 27 tháng 2 năm 2006 8 tháng 3 năm 2006  | Freja Borchies  | Anna Brændstrup Therese Haugsnes | Mira Pelle & Ingrid Sæberg & Sandra Nilsson & Joanna Häggblom, Cecilia Kristensen & Rikke Kalsveen & Ebba Söderström, Nana Nielsen & Stine Palle & Helene Vangen & Emma Johansson, Line Nielsen & Ellen Brenger (bỏ cuộc) & Kira Hellsten & Julia Agapova, Christina Mortensen & Sofia Eriksson, Signe Nørgaard & Camilla Abry & Kristina Svensson Thí sinh chung cuộc Sara Olsen & Cathrine Wenger, Florina Weisz, Sabina Karlsson & Mira Wolden & Camilla Schønberg | 29               | Milan              |